# Ivry-le-Temple
Ivry-le-Temple é uma comuna francesa na região administrativa de Altos da França, no departamento de Oise. Estende-se por uma área de 12,47 km². Em 2010 a comuna tinha 811 habitantes (densidade: 65 hab./km²).